# Indulto y perdón general a los catalanes

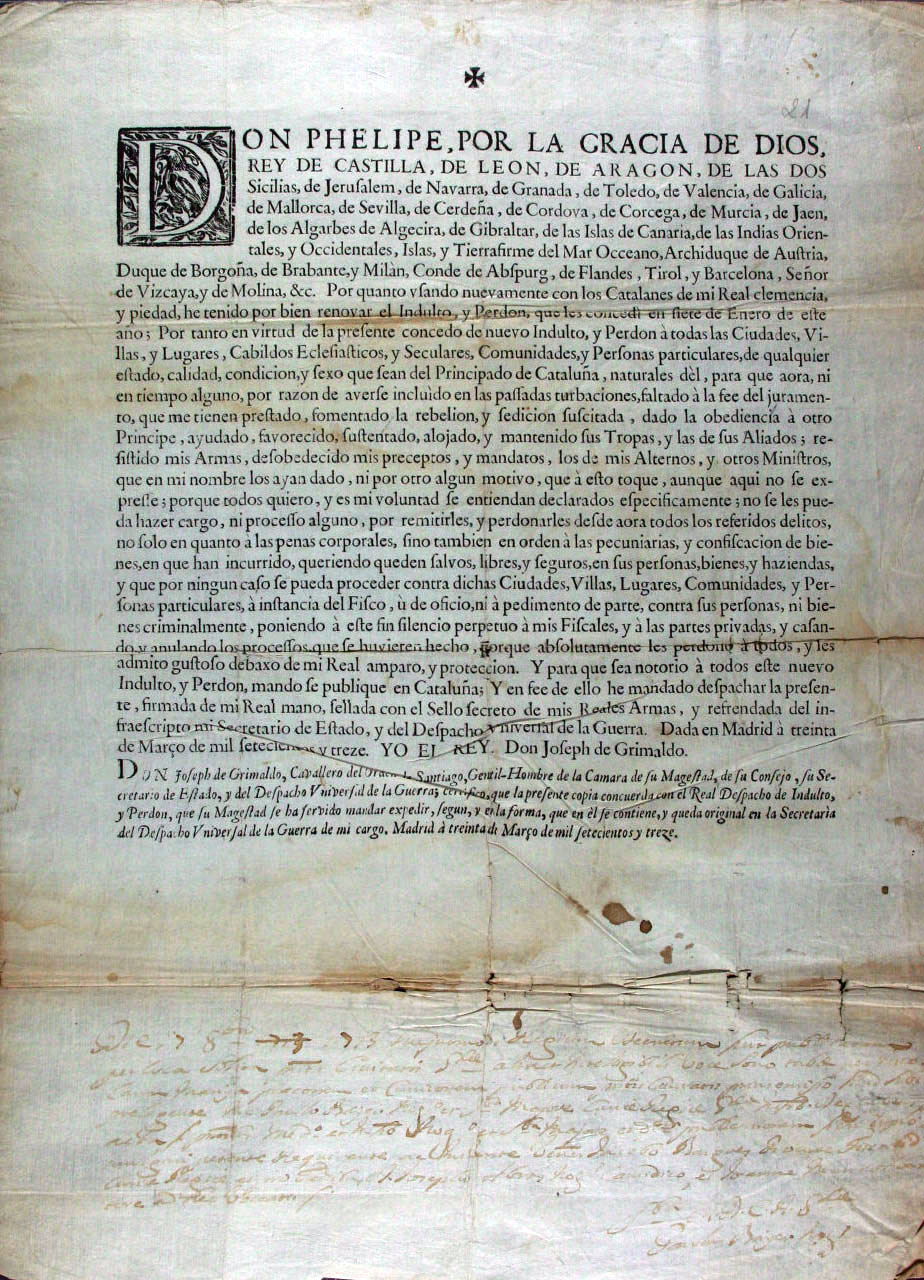
Real decreto promulgado por Felipe V el 30 de marzo de 1713 por el que concedió indulto y perdón general a los catalanes por la rebelión austracista de 1705.

El Indulto y perdón general a los catalanes fue el real decreto promulgado por Felipe V el 30 de marzo de 1713 por el que concedió indulto y perdón general a los todos los catalanes por la rebelión austracista de 1705. Fue la respuesta que Felipe V dio a las presiones de la reina de Inglaterra —cuando se mantenían las negociaciones en Utrecht que habrían de poner fin a la Guerra de Sucesión Española— para que concediera una amnistía general a los catalanes austracistas y para que mantuviera sus Constituciones, a lo que Felipe V se negó en redondo. Cuando el embajador británico en Madrid Lexington, siguiendo las instrucciones de la reina Ana —quien "por motivos de honor y de conciencia, se sentía obligada a reclamar todos los derechos de que gozaban los catalanes cuando les incitaron a ponerse bajo el dominio de la Casa de Austria"— insistió sobre el que sería conocido como el «caso de los catalanes» (que se les concediera una amnistía, no un simple indulto, y que se mantuvieran sus leyes e instituciones propias) Felipe V y su esposa le contestaron:

Por esos canallas, esos sinvergüenzas, el rey no otorgará jamás sus privilegios, pues no sería rey si lo hiciera, y esperamos que la reina [de Inglaterra] no nos los quiera exigir. [...] Sabemos que la paz os es tan necesaria como a nosotros y no la querréis romper por una bagatela

## Contexto
En el marco de los tratados de Utrecht (1713) que propiciaron el fin de la Guerra de Sucesión Española, el 7 de enero de 1713 Felipe V promulgó un primer indulto a los catalanes condicionado a que depusieran las armas. En este primer indulto, redactado con un duro lenguaje, Felipe V les recriminaba en primer lugar la «pertinaz continuada ceguedad con que los naturales moradores del Principado de Cataluña subsisten en faltar al cumplimiento de la obligación de vasallos míos que me tienen jurado»; tras ello continuaba concediendo el perdón de vidas y haciendas a aquellos que en el plazo de dos meses depusiesen las armas, resolviendo que en caso contrario «quedaran declarados por rebeldes y reos de lesa majestad».
Entre tanto el embajador español en Londres el marqués de Monteleón estaba negociando con el secretario de estado británico Henry Bolingbroke el «Caso de los Catalanes» y la manera de sortear el Pacto de Génova por el cual Inglaterra se había comprometido a preservar las Constituciones de Cataluña fuera cual fuera el resultado de la guerra, un régimen que Felipe V rechazaba de plano mantener. Monteleón advirtió a Bolingbroke que «cualquier referencia, aunque mínima, a los Fueros y Privilegios serviría de continuo pretexto a la natural propensión de los catalanes a la sedición y a eximirse de la debida obediencia de cualquier príncipe» pero Bolingbroke le replicó que algo debía hacerse para salvar el honor de la reina. Monteleón se mostró inflexible recordándole «la naturaleza de los catalanes, siempre proclives a la sedición» detallándole que sus privilegios limitaban la autoridad real y lamentándose de «las desgracias que en todos tiempos ha sufrido España por ellos».

## Contenido
Finalmente, el 30 de marzo de 1713 Felipe V promulgó un indulto general e incondicional a todos los catalanes perdonándoles enteramente la rebelión de 1705 cuando proclamaron como monarca de España a Carlos de Austria. El real decreto empezaba recordando el perdón promulgado anteriormente «Por cuanto usando nuevamente con los Catalanes mi Real clemencia y piedad he tenido por bien renovar el Indulto y Perdón que les concedí en siete de enero de este año». Continuaba promulgando que «en virtud de la presente concedo de nuevo Indulto y Perdón a todas las ciudades, villas y lugares, cabildos eclesiásticos y seculares, comunidades y personas particulares, de cualquier estado, calidad, condición y sexo que sean del Principado de Cataluña» detallando todos los crímenes que quedaban perdonados:

para que ahora ni en tiempo alguno, por razón de haberse incluido en las pasadas turbaciones faltando a la fe del juramento que me tienen prestado, fomentando la rebelión y sedición suscitada, dado la obediencia a otro Príncipe, ayudado, favorecido, sustentado, alojado y mantenido sus tropas y las de sus aliados, resistido mis Armas, desobedecido mis preceptos y mandatos, los de mis alternos y otros ministros que en mi nombre los hayan dado, ni por otro alguno motivo que a esto toque aunque aquí no se exprese.

y ordenando que:

no se les puede hacer cargo ni proceso alguno por remitirles y perdonarles desde ahora todos los referidos delitos.

Continuaba detallando que tampoco habría ningún cargo sobre las haciendas ni bienes «poniendo a este fin silencio perpetuo a mis fiscales y a las partes privadas, y casando y anulando los procesos que se hubieren hecho». Concluía recordando nuevamente que: 

absolutamente les perdono a todos y les admito gustoso debajo de mi Real amparo y protección.

El real decreto estaba refrendado y sancionado por el secretario del despacho universal José de Grimaldo. Por su parte el emperador Carlos de Austria había propuesto a los ingleses que, al menos, erigiesen al Principado de Cataluña en una república neutral bajo la protección de Inglaterra, lo que les permitiría cumplir con el Pacto de Génova.  Pero el secretario de estado Henry Bolingbroke se había opuesto tajantemente afirmando que «el mantener las Libertades Catalanas, no es de interés para Inglaterra», y había conminado al emperador a que evacuara la totalidad de sus tropas de Cataluña y a su esposa de Barcelona. Sin nada con lo que negociar para retener sus derechos a España, o una parte de ella, el emperador Carlos de Austria acabó firmando el 14 de marzo el «Convenio para la evacuación de Cataluña» retirando sus tropas de España. El Principado quedó pacificado y todas las ciudades y villas de Cataluña fueron dando la obediencia a Felipe V salvo la ciudad de Barcelona.[cita requerida]